# 室內遊樂場

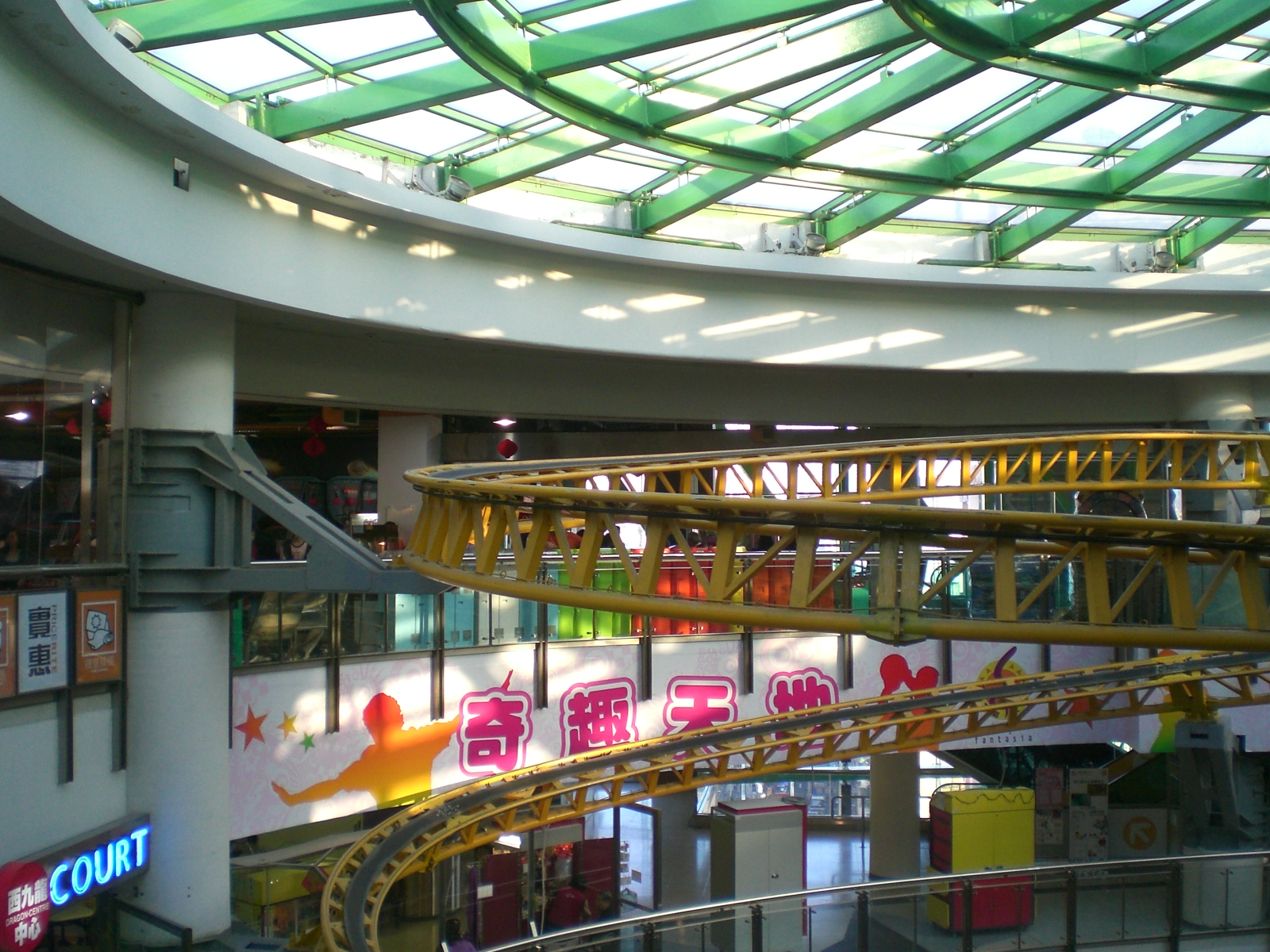
西九龍中心奇趣天地

室內遊樂場，主要指室內小型遊樂場，較有規模是香港1980年代出現的出奇老鼠（歡樂天地前身），直至1980年代末，出奇老鼠結業，另一間更有規模的歡樂天地出現，但在金融風暴期間，亦宣告結業，(2019年年底九展重開)，1990年代出現的室內遊樂場更首次出現過山車和跳樓機，這些本應在室外遊樂場出現的機動遊戲較1980年代，以簡單的家庭式遊戲為主，入硬幣方式付費的更多樣化。進入2000年代，康樂及文化事務署亦開始在各區的室內運動場館増設兒童室內遊樂場。

## 較知名的香港室內遊樂場
- 美國冒險樂園 1994年6月9日開業，於上水名都
- 歡樂天地 九展/TKO Gateway/Megabox/YOHO MALL/ 新城市廣場 (2019年年底九展重開)
- 小熊國
- Namco
- Play House MegaBox
- Play House 黃埔花園
- Play House 上水匯
- Kiddy Village
- KIDS CARNIVAL 荃灣
- Chipmunks花栗鼠寶堡 荃灣
- Bumble Tots 馬鞍山
- Sooper Yoo 西寶城
- Playtown 大角咀
- 智樂遊戲萬象館 大埔
- Play Academy 油塘大本型
- Verm City Climbing Club
- Dreamland Playground童.遊大世界
- Ryze
- Pamela Peck Discovery Space
- 百田遊園
- Planet J Hong Kong
- 香港兒童探索博物館
- Sooper Yoo
- 樂高®超級室內遊樂場
- Origami Kids Cafe
- 100 FUN 樂滿紛
- E3 Club
- 大樹先生的家
- 玩樂熊貓館GO PLAY PANDA CANVAS
- LCK Playhouse
- EpicLand 歷奇王國
- The Big Things
- NAMCO Asobi Park PLUS
- Kingdom 王國樂園
- NOBI NOBI夢幻樂園
- 2gather playhouse
- Happy Theory Playhouse
- Triangle Plus
- Kiztopia

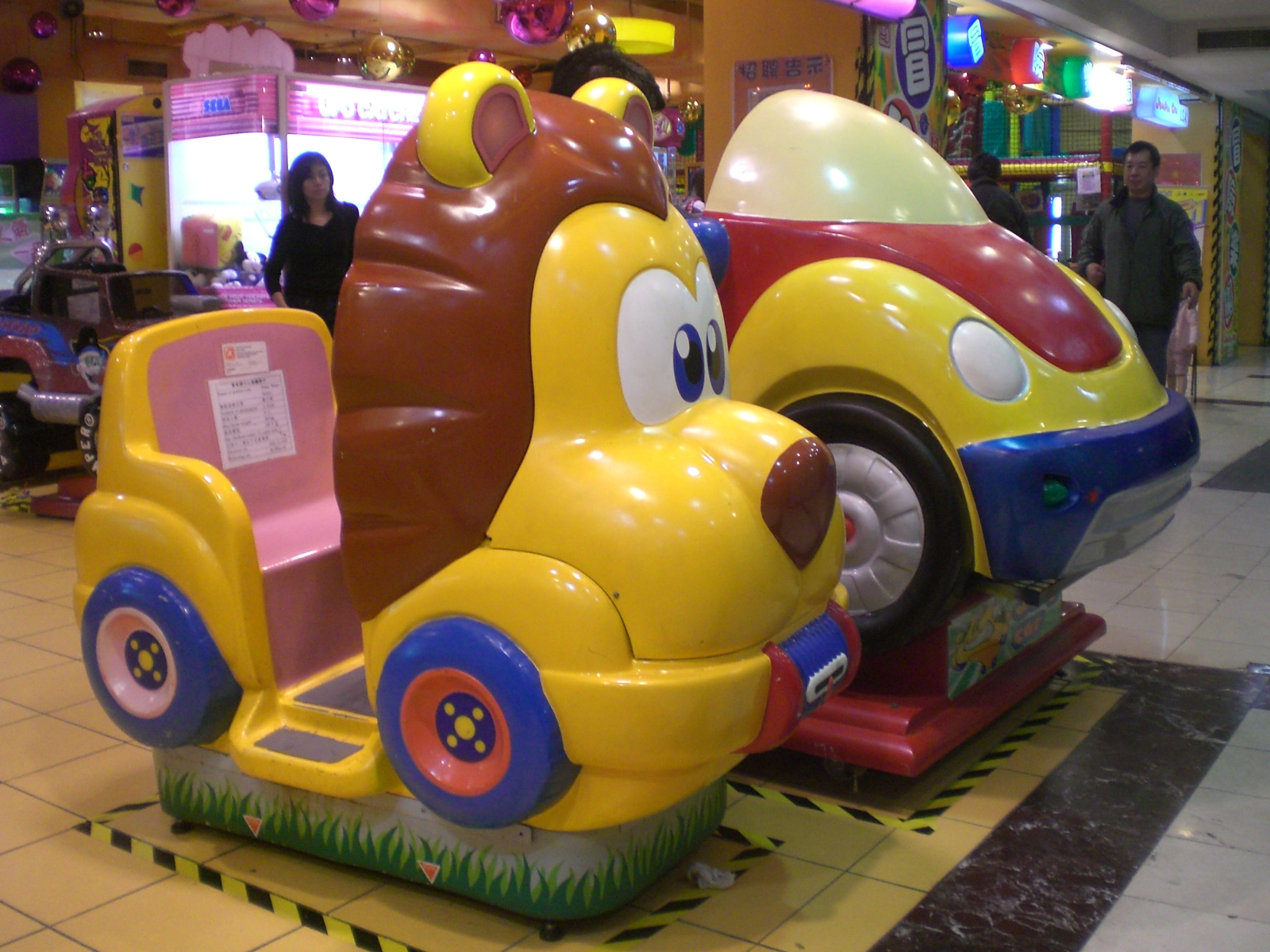
位於深水埗西九龍中心的美國冒險樂園
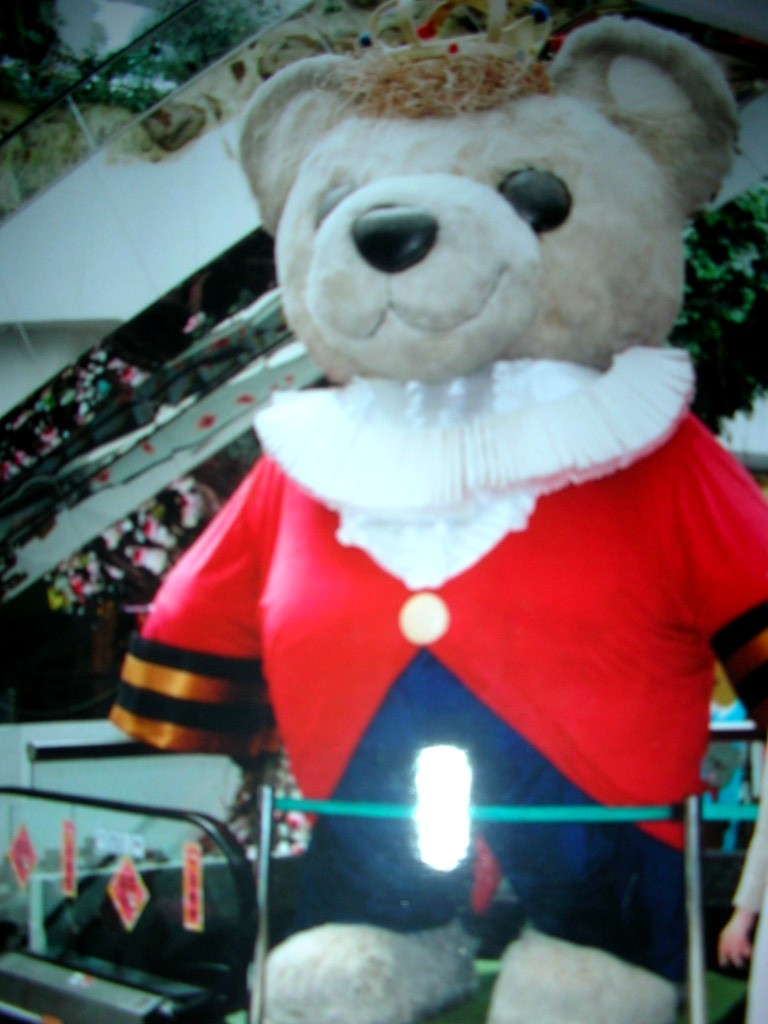
位於尖沙咀的小熊國
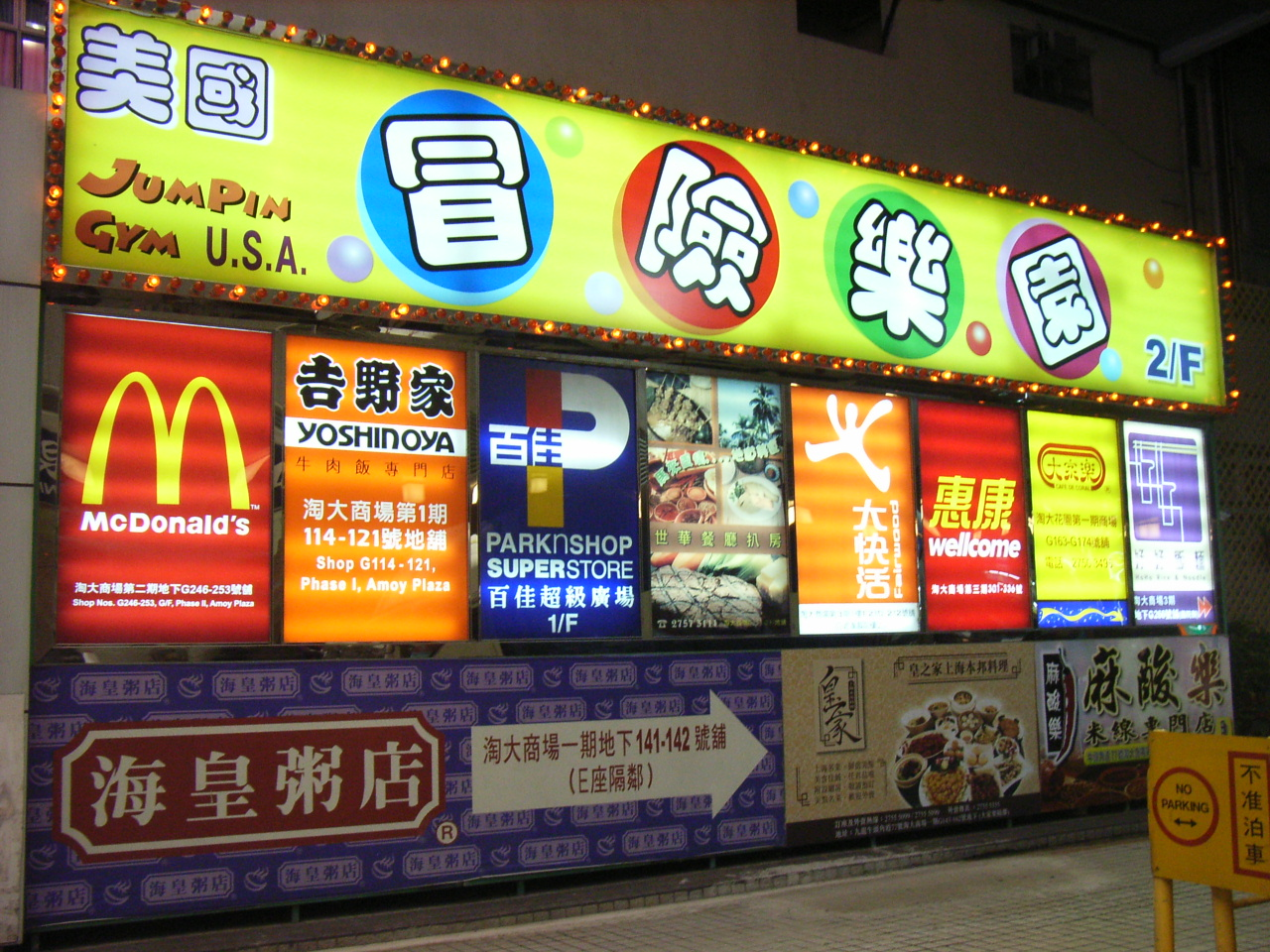
位於淘大商場內的美國冒險樂園
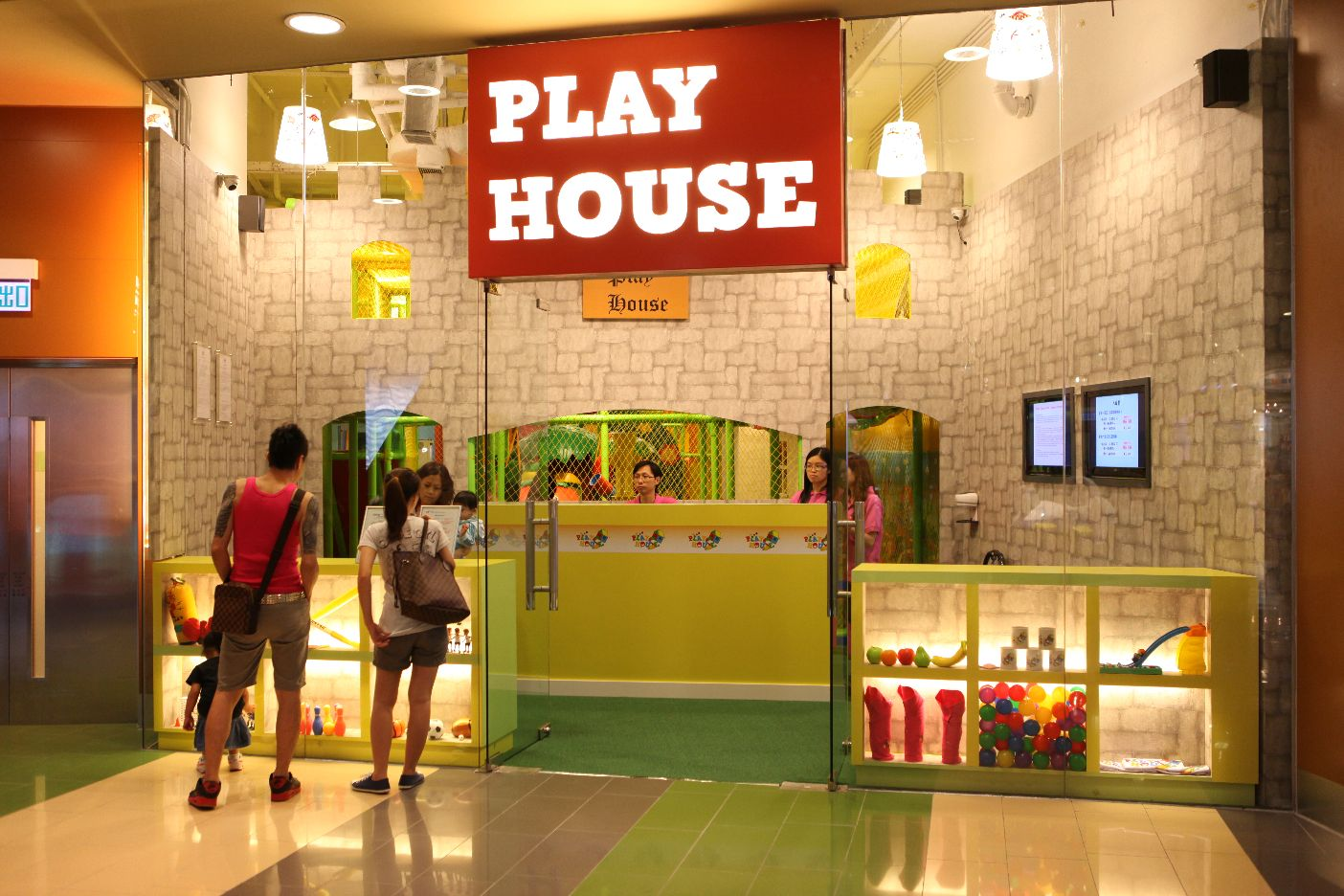
在MegaBoxPlay House室內遊樂場